# France D'Amour
« D'Amour » redirige ici. Pour les articles homophones, voir D'amour et Damour.
France D'Amour (née France Rochon le 30 mars 1964 à Mont-Rolland, au Canada) est une auteure-compositrice-interprète québécoise.

## Biographie
Née France Rochon le 30 mars 1964 à Mont-Rolland au Québec,, France D'Amour grandit entourée d'une sœur et de deux frères mais elle est la seule musicienne de la famille. À l'âge de 14 ans, elle reçoit une guitare en cadeau de son père, ses influences sont Rickie Lee Jones et Joni Mitchell.
Elle s'inscrit en musique au Collège Lionel-Groulx de Sainte-Thérèse, elle se spécialise en guitare jazz. Par la suite, elle fait partie de plusieurs groupes, dont U-Bahn, The Answer et France. En 1992, elle se fait connaître du grand public avec son premier album Animal, qui devient disque d'or. En 1998, elle incarne Esméralda pendant la tournée française de la comédie musicale Notre-Dame-de-Paris. Elle fait ses premiers pas au cinéma dans un rôle secondaire du film Les Boys 3, en plus de participer à sa trame sonore.
En 2002, elle tente de percer en France en collaborant avec Jean-Jacques Goldman, qui lui compose un album, France D'Amour, avec son équipe (Robert Goldman, Jacques Veneruso, Christophe Battaglia, Erick Benzi et Gildas Arzel), mais l'album ne rencontre pas le succès escompté. En 2013, elle sort l'album Bubble bath & champagne sur lequel elle chante en anglais, inspirée par le jazz des années 1920, 1930 et 1940. Suivi en 2013 de l'album En love majeur sur lequel elle chante à nouveau en français. Puis en 2016, elle sort Bubble bath & champagne Volume 2 en français lui aussi. 
En 2023, elle remplace temporairement Marjo comme juge à l'émission La Voix.

### Vie personnelle
France D'Amour a un fils, François, né en 1988. En avril 2011, elle affirme sur le plateau de l'émission de télévision Tout le monde en parle qu'elle fait partie de l'Église de scientologie depuis une vingtaine d'années.

## Discographie

### Albums studio
- 1992 : Animal (Tacca Musique)
- 1994 : Déchaînée (Tacca Musique)
- 1998 : Le Silence des roses (Tacca Musique)
- 2002 : France D'Amour (Columbia / Sony Music)
- 2005 : Hors de tout doute (Tacca Musique)
- 2007 : Les autres (Tacca Musique)
- 2009 : Le présent (Tacca Musique)
- 2011 : Bubble bath & champagne (Les Productions France D'Amour)
- 2013 : En love majeur (Les Productions France D'Amour)
- 2016 : Bubble bath & Champagne 2 (Les Productions France D'Amour)
- 2019 : D'Amour et Rock'N'Roll (Les Productions France D'Amour / MP3 Disques)

### Compilations
- 2000 : Nomade (Tacca Musique)
- 2018 : Best of (Les Productions France D'Amour)

## Vidéographie

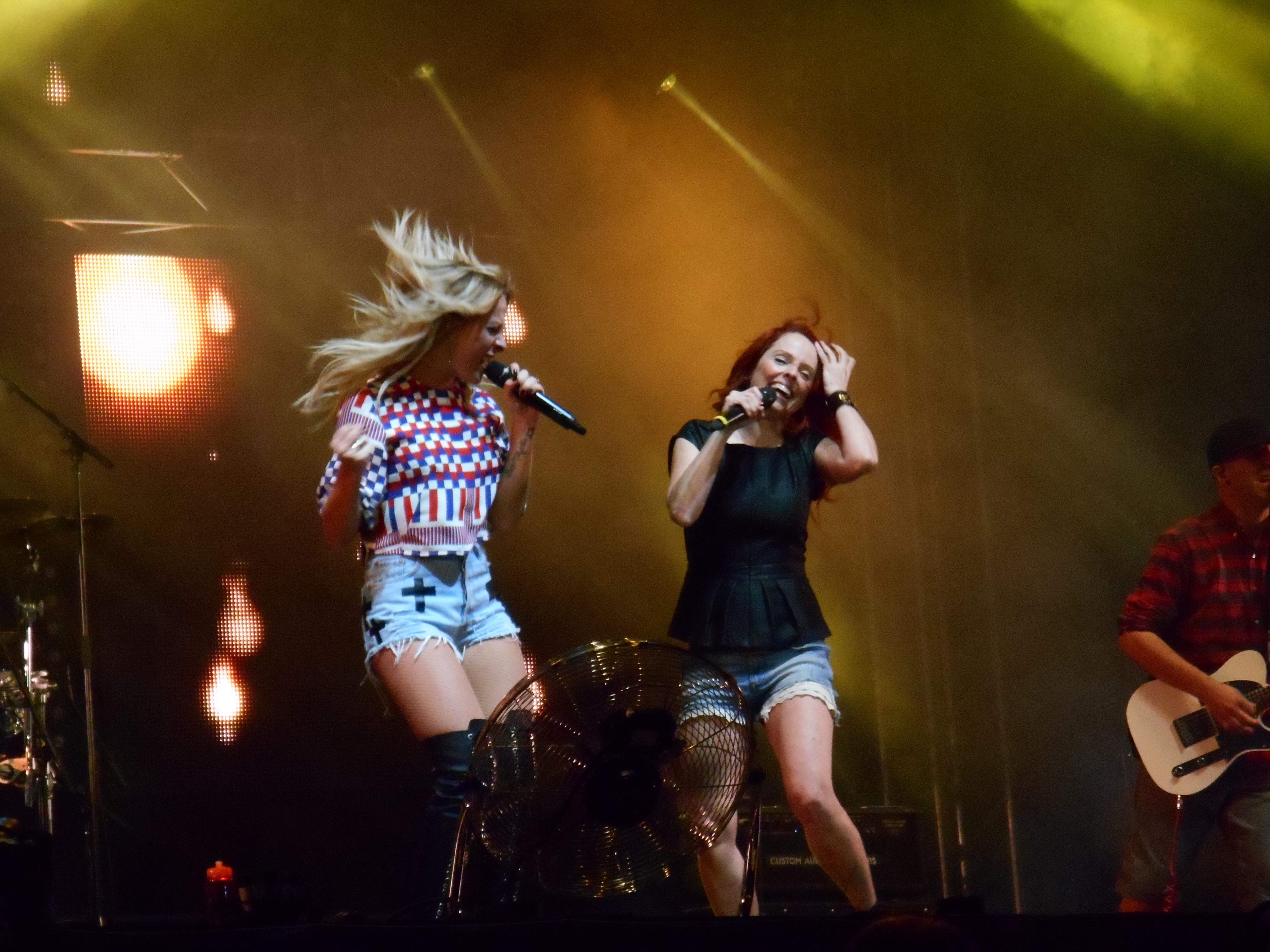
France D'Amour au spectacle de Marie-Mai, le 21 juin 2014

- Toi
- Laisse-moi la chance
- Animal
- Solitaire
- Mon frère
- Vivante
- Je t'aime encore
- Si c'était vrai
- On est comme on est
- Je comprends
- Le Cœur est un oiseau
- Que des mots
- Ce qui me reste de toi
- Après nous deux
- J'prends ma guitare
- Le bonheur te fait de l'œil
- Pourrons-nous jamais être amis

## Lauréats et nominations

### Gala de l'ADISQ
| Année | Catégorie                         | Pour                    | Résultat   |
| ----- | --------------------------------- | ----------------------- | ---------- |
| 1993  | album de l'année - rock           | Animal                  | nomination |
| 1993  | découverte de l'année             | France D'Amour          | nomination |
| 1993  | interprète féminine de l'année    | France D'Amour          | nomination |
| 1994  | interprète féminine de l'année    | France D'Amour          | nomination |
| 1995  | album de l'année - rock           | Déchaînée               | nomination |
| 1995  | chanson populaire de l'année      | Mon frère               | nomination |
| 1995  | interprète féminine de l'année    | France D'Amour          | nomination |
| 1995  | vidéoclip de l'année              | Mon frère               | nomination |
| 1998  | album de l'année - rock           | Le silence des roses    | nomination |
| 1998  | auteur ou compositeur de l'année  | France D'Amour          | nomination |
| 1998  | interprète féminine de l'année    | France D'Amour          | nomination |
| 1999  | interprète féminine de l'année    | France D'Amour          | nomination |
| 2000  | interprète féminine de l'année    | France D'Amour          | nomination |
| 2003  | album de l'année - pop-rock       | France D'Amour          | nomination |
| 2003  | spectacle de l'année - interprète | France D'Amour          | nomination |
| 2005  | album de l'année - pop-rock       | Hors de tout doute      | nomination |
| 2005  | chanson populaire de l'année      | J'entends ta voix       | nomination |
| 2005  | interprète féminine de l'année    | France D'Amour          | nomination |
| 2006  | interprète féminine de l'année    | France D'Amour          | nomination |
| 2008  | album de l'année - pop-rock       | Les autres              | nomination |
| 2011  | album de l'année - anglophone     | Bubble bath & champagne | nomination |
| 2020  | album de l'année - rock           | D'Amour et rock'n'roll  | nomination |

### Prix Juno
| Année | Catégorie                       | Pour               | Résultat   |
| ----- | ------------------------------- | ------------------ | ---------- |
| 1995  | album francophone le plus vendu | Déchaînée          | nomination |
| 2006  | album francophone de l'année    | Hors de tout doute | nomination |